# Jordi IX d'Imerècia
Jordi IX, nascut el 1721 era fill de Jordi VII d'Imerècia. Els otomans el van col·locar al tron d'Imerècia el 1741, deposant al seu germà Alexandre V d'Imerècia, però davant les protestes perses els turcs van restituir a Alexandre. A la mort de son germà el 1752 es va proclamar rei però els turcs van instal·lar a Salomó I d'Imerècia. Va morir el 1772.